# Quararibea grandifolia
Quararibea grandifolia là một loài thực vật có hoa trong họ Cẩm quỳ. Loài này được (Little) Cuatrec. miêu tả khoa học đầu tiên năm 1949.